# 禾川镇
禾川镇，是中华人民共和国江西省吉安市永新县下辖的一个乡镇级行政单位。因禾水萦绕得名。唐显庆二年(657年)始设，历为县治，并筑土城。南宋嘉熙元年(1237年)改筑砖城。中华民国时期设禾川镇，中华人民共和国成立初期，为城厢区。1958年改为禾川公社，1969年复设禾川镇。2002年东里镇并入。

## 行政区划
禾川镇下辖以下地区：
民主社区、幸福社区、繁荣社区、湘赣社区、建设社区、学背社区、北门社区、西门社区、秀水社区、城北社区、河东社区、二机社区、赣化社区、西光村、北门村、学背村、西门村、秀水村、西胜村、袍田村、发官村、泉山村、三月坪村、东里村、横江村、汴田村、阳家村、南车村、富头村、樟石村、庙山村、芦塘村、下段村和井泉村。